# Монастырь Гогенварт
Монастырь Гогенварт (также Хоэнварт; нем. Kloster Hohenwart) — бывший женский бенедиктинский монастырь, располагавшийся на территории баварской ярмарочной общины Хоэнварт (Верхняя Бавария) и относившийся к Аугсбургской епархии; обитель была основана в 1074 году графом Ортольфом и его сестрой Вильтрудис из дома графов Гогенвартов — распущена в ходе секуляризации в Баварии, в 1803 году.

## История и описание
Самое старое поселение в районе современного Гогенварта была обнаружено на холме Клостерберг: ранее X века здесь находился замок, принадлежавший роду Рапотон, который был тесно связан с многочисленными дворянскими семьями юго-восточной Германии. В 1074 году в замке проживали Ортольф и Вильтруд Рапотон: Вильтруд убедила своего брата основать монастырь. Существование монашеской общины было обеспечено передачей ей обширной земельной собственности в Тироле и в районе Шробенхаузена.
В XII веке в Хоэнварте проживала будущая Святая Ричилдис (Ричильда), канонизированная в 1488 году папой Иннокентием VIII: в 1215 году в честь Ричильды была построена часовня с её мощами, к которой с конца XV века совершались паломничества. Около 1240 года была расширена монастырская церковь — она стала трехнефной романской базиликой. В 1513 году был создан её главный алтарь, который исследователи относили к рабом мастерской Ганса Лейнбергера. Монастырь и церковь были разграблены и разрушены в период Реформации, в 1546 году — во время Шмалькальденской войны.
При аббатисе Барбаре Бензингер, занимавшей свой пост с 1563 по 1568 год, в общине прошла целая серия глубоких реформ в духе Тридентского собора, поскольку образ жизни монахинь, практиковавшийся ранее, вызвал критику: так монахини держали в качестве питомцев птиц, кошек и собак. Изменений в уставе проходили и позже: так, когда в 1590 году в монастыре Кюбах Аугсбургской епархии появился новый устав, он стал образцом для Гогенварта. Согласно новым правилам «отдых» — то есть возможность монахиням поговорить друг с другом после обеда — был ограничен получасом. Если ранее для монахинь из Кюбаха, Хоэнварта или Гайзенфельда было обычной практикой посещать друг друга «в знак добрососедства», то теперь каждый такой визит требовал специального разрешения епископа.
В 1632 году, в ходе Тридцатилетней войны, шведские войска вошли в монастырь: настоятельница Барбара Бургер (1613—1633) бежала вместе с общиной, но вскоре вернулась в обитель. Аббатиса Анна Зибенайхер (1635—1679) сумела восстановить разрушенную вторжением экономическую жизнь обители: параллельно с реконструкцией значительно поврежденного комплекса монастырских зданий, ей удалось расширить земельную собственность. В 1688 году был заложен первый камень в основание новой церкви: это был простой храм — его перестройка в стиле рококо произошла только в 1739 году.
В 1803 году монастырь Гогенварт был распущен: после того, как на бывшие монастырские здания не нашлось покупателя, монахиням разрешили продолжать жить в их бывшей обители. В 1878 году профессор Иоганн Евангелист Вагнер купил пустовавшие монастырские постройки и, с помощью монахинь-францисканок из Диллингена, разместил здесь больницу для глухонемых. В 1895 году монастырь и церковь сгорели; на их месте были построены новые здания в стиле необарокко. Однако до XXI века сохранились и более древние сооружения, включая романскую часовня Святого Петра и монастырскую аптеку. Сегодня в бывшем монастыре находится региональный центр для людей с ограниченными возможностями.